# Nick Faldo
Nicholas Alexander Faldo (Welwyn Garden City, 18 juli 1957) is een Engelse golfspeler, en een van de meest succesvolle Europese golfspelers ooit. Op zijn palmares staan onder meer drie British Open-titels en drie Masters-titels.

## Amateur
Nick Faldo begint pas in 1971 met golf. Hij raakt geïnspireerd als hij op televisie ziet hoe Jack Nicklaus dat jaar de Masters wint. Hij leent wat golfclubs van de buren en gaat oefenen. In 1975 wint hij zowel het Engels Amateur Kampioenschap als het Britse Jeugdkampioenschap (onder 21 jaar).

## Professional
Faldo werd beroepsgolfer in 1976 en onderscheidde zich reeds snel op de Europese Tour. In 1977 was hij op eenentwintigjarige leeftijd de jongste speler ooit die deelnam aan de Ryder Cup. Hij maakte deel uit van al de Europese Ryder Cup-teams tussen 1977 en 1997; een record - voor Europeanen - van 11 deelnames.
In de vroege jaren 1980 was hij een van de beste Europese spelers; in 1983 won hij de Order of Merit (meeste prijzengeld verzameld op de tour). In de Majors wilde het echter nog niet lukken; zo liet hij in het Britse Open van 1983 en de Masters van 1984 een overwinning liggen. Hij wendde zich daarna tot de bekende golfinstructeur David Leadbetter om zijn swing te verbeteren en in 1987 leverde dit zijn eerste major-titel op in de British Open. De volgende jaren was Faldo een van de beste spelers ter wereld. Grote steun daarbij was sinds 1990 zijn jonge Zweedse caddie, Fanny Sunesson, die hij ook regelmatig meenam naar Leadbetter.

Hij won de British Open opnieuw in 1990 en 1992, en de Masters in 1989 en 1990. In 1990 werd hij uitgeroepen tot speler van het jaar op de Amerikaanse PGA Tour, en in 1989, 1990 en 1992 was hij speler van het jaar op de Europese Tour. In 1992 won hij een recordbedrag aan prijzengeld op de Europese Tour. Hij was ook een tijdje nummer één op de officiële PGA wereldranglijst. In totaal won Faldo 30 toernooien op de Europese tour.
In 1995 schakelde hij van de Europese over naar de Amerikaanse PGA Tour, en na een aarzelend begin kon hij in 1996 toch de Masters een derde keer winnen. In 1999, toen hij voor de derde keer trouwde, ging Fanny bij hem weg. Nadien werden zijn resultaten minder. Na het seizoen 2001 keerde hij terug op de Europese tour, maar met een beperkt programma.
Rond zijn veertigste ging Faldo ook meer tijd besteden aan andere activiteiten buiten competitie, zoals het ontwerpen van golfbanen, het optreden als co-commentator voor de Amerikaanse televisiezender ABC en het opleiden van jonge spelers. Hiertoe richtte hij in 1996 de Faldo Series op, een wedstrijdserie waar veelbelovende talenten ervaring kunnen opdoen. Hij richtte ook het Faldo Team op, om spelers extra te begeleiden naar de stap om professional te worden.
Zijn laatste top 10-uitslag in een major was een achtste plaats op de British Open van 2003 (in 2005 werd hij nog elfde).
Faldo werd verkozen tot "BBC sportpersoonlijkheid van het jaar" in 1989.
Hij was captain van het verliezend Europese Ryder Cup-team van 2008.
Faldo heeft uit zijn tweede huwelijk, dat twaalf jaar stand hield, drie kinderen: Natalie, Matthew en Georgia.
Uit zijn derde huwelijk is verder nog Emma Scarlet geboren. In 2020 is hij alweer gescheiden van zijn vierde vrouw.

## Gewonnen
Faldo heeft 30 toernooien gewonnen op de Europese Tour, waaronder 3x het British Open en 3x de Masters, die zowel voor de Amerikaanse als de Europese Tour telt. Daarnaast won hij 3 toernooien op de Amerikaanse PGA Tour en enkele toernooien buiten de Tour.
Europese Tour
- 1977: Skol Lager Individual
- 1978: Colgate PGA Championship
- 1980: Sun Alliance PGA Championship
- 1981: Sun Alliance PGA Championship
- 1982: Haig Whisky TPC
- 1983: Paco Rabanne Open de France, Martini International, Car Care Plan International, Lawrence Batley International, Ebel Swiss Open-European Masters
- 1984: Car Care Plan International
- 1987: Peugeot Spanish Open, British Open
- 1988: Peugeot Open de France, Volvo Masters
- 1989: Masters, Volvo PGA Championship, Dunhill British Masters, Peugeot Open de France
- 1990: Masters, British Open
- 1991: Carroll's Irish Open
- 1992: Carroll's Irish Open, British Open, Scandinavian Masters, European Open
- 1993: Johnnie Walker Classic, Carroll's Irish Open
- 1994: Alfred Dunhill Open
- 1996: Masters

PGA Tour
- 1997: Nissan Open

## Teams
- Ryder Cup: 1977-1997. In 1985 en 1987 won Europa, in 1989 behield Europa de Cup, in 1995 en 1997 won Europa weer. In 2008 was Faldo non-playing captain.
- World Cup: 1977 en 1991; In Nieuw-Zeeland in 1998 gewonnen met David Carter
- Alfred Dunhill Cup (namens Engeland): 1985, 1986, 1987 (winnaars), 1988, 1991, 1993.
- UBS Cup: 2001, 2002, 2003.
- Double Diamond: 1977.
- Four Tours World Championship: 1986, 1987, 1990.
- Hennessy Cognac Cup: gewonnen in 1978, 1980, 1982 en 1984.
- Royal Trophy (namens Europa): gewonnen in 2006.
- St Mellion Trophy: 1988, 1989, beide gewonnen met Sandy Lyle

## Faldo Design
Faldo heeft zijn eigen bedrijf opgezet om golfbanen te gaan ontwerpen. In 2007 is de Cornelia Golf Resort in Belek, Turkije door hem geopend. Hier is in 2012 de Eisenhower Trophy gespeeld.

De 18 holesbaan bij het Amendoeira Resort in de Algarve is ook geopend, de andere baan van het resort is ontworpen door Christy O'Connor jr.

## Onderscheiden
In 1988 werd Nick Faldo onderscheiden met de benoeming tot Lid in de Orde van het Britse Rijk. In 2009 kreeg hij op de verjaardag van koningin Elizabeth de titel Sir.